# Піонерське міське поселення
Піоне́рське міське поселення (рос. Пионерское городское поселение) — міське поселення у складі Совєтського району Ханти-Мансійського автономного округу Тюменської області Росії.
Адміністративний центр та єдиний населений пункт — селище міського типу Піонерський.
Населення міського поселення становить 4957 осіб (2017; 5390 у 2010, 5245 у 2002).